# Afrozetes champaignensis
Afrozetes champaignensis är en kvalsterart som beskrevs av Engelbrecht 1972. Afrozetes champaignensis ingår i släktet Afrozetes och familjen Microzetidae. Inga underarter finns listade i Catalogue of Life.